# From T (吉田拓郎のアルバム)
『From T』（フロム・ティー）は、吉田拓郎のベスト・アルバム。2018年8月29日にavex traxから発売された。

## 解説
2014年に発売されたアルバム『AGAIN』以来4年ぶりにリリースされた。
拓郎が自ら厳選した、日常や就寝前に聴いているという自らのプレイリスト27曲からなる「思い入れのある作品」「もう一度聴いて欲しい歌」など、拓郎が愛した曲ばかりを収録され、拓郎が過去に所属していたソニーミュージック、フォーライフミュージックエンタテイメント（旧・フォーライフ・レコード）、インペリアルレコード、そして現在所属しているエイベックスの各社協力のもと、合計4社の音源が同一収録された初のセレクト・アルバムで、27曲中3曲はリミックス音源を収録している。
さらに、特別付録として『Tからの贈り物』が収録され、未発表のデモテープ音源は、1990年代に逗子で楽曲制作の為に使用していた一室で録音された、貴重な既発作品14曲と未発売作品1曲の全15曲が収録。
拓郎自ら書き下ろした全曲の楽曲解説『必読!書き下ろしライナーノーツ』が封入されている。

## プロモーション
収録楽曲は、発売当日まで公表しないという異例な発表が、2018年7月3日付の東京中日スポーツの新聞記事の見出しで発表された。
それに合わせ、新星堂とWonderGOO全国各店で『From T』を予約すると、収録曲当てクイズ付き専用予約用紙が配布され、27曲の中から5曲を予想して記入し、5曲全て正解した人の中から抽選で10名に『吉田拓郎From Tスペシャル・ヘッドホン』をプレゼントされる企画が行われた。

## 収録曲
- 作詞・作曲：吉田拓郎（特記以外）、編曲は下記参照（歌詞カードには記載されていない）。

### Disc-1
1. 春を待つ手紙
編曲:吉田拓郎
  - シングル曲。オリジナルアルバム未収録。
2. 僕の道
編曲:吉田拓郎、コーラスアレンジ:宮下文一
  - アルバム『午後の天気』より。リミックスが施されている。
3. 流星
編曲:鈴木茂
  - シングル曲。オリジナルアルバム未収録。
4. いくつになっても happy birthday
編曲:吉田拓郎、コーラスアレンジ:武部聡志
  - シングル曲。アルバム『こんにちわ』より。
5. 恋の歌
編曲:吉田拓郎
  - アルバム『ぷらいべえと』より。
6. 金曜日の朝
作詞:安井かずみ、編曲:柳田ヒロ
  - シングル曲。オリジナルアルバム未収録。
7. Oldies
編曲:吉田拓郎・鳥山雄司
  - アルバム『Oldies』より。
8. シンシア
  - シングル曲。アルバム『今はまだ人生を語らず』より。かまやつひろしとのデュエット曲。
9. ウィンブルドンの夢
ストリングスアレンジ:瀬尾一三、コーラスアレンジ:宮下文一
  - アルバム『午前中に…』より。リミックスが施されている。
10. 水無し川
作詞:松本隆、編曲:松任谷正隆
  - アルバム『明日に向って走れ』より。かまやつひろしへの提供曲。
11. 清流 (父へ)
編曲:吉田拓郎、コーラスアレンジ:宮下文一
  - アルバム『午後の天気』より。
12. 花の店
作詞:岡本おさみ、編曲:吉田拓郎
  - アルバム『月夜のカヌー』より。
13. 戻ってきた恋人
作詞:安井かずみ
  - アルバム『今はまだ人生を語らず』より。
14. アゲイン
編曲:武部聡志
  - ライブ作品『吉田拓郎 LIVE 2016』より。リミックスが施されている。

### Disc-2
1. 風の街
作詞:喜多条忠、編曲:松任谷正隆
  - アルバム『明日に向って走れ』より。山田パンダへの提供曲。
2. ガンバラナイけどいいでしょう
ストリングスアレンジ・コーラスアレンジ:瀬尾一三
  - アルバム『午前中に…』より。
3. おきざりにした悲しみは
作詞:岡本おさみ
  - シングル曲。オリジナルアルバム未収録。
4. 君のスピードで
編曲:吉田拓郎
  - シングル曲。アルバム『Long time no see』より。
5. 消えていくもの
編曲:吉田拓郎
  - アルバム『こんにちわ』より。
6. 春だったね
作詞:田口淑子
  - アルバム『元気です。』より。
7. 元気です
編曲:青山徹・大村雅朗
  - シングル曲。アルバム『アジアの片隅で』より。
8. 歩道橋の上で
作詞:岡本おさみ
  - 映像作品『歩道橋の上で COUNTRY BACK STAGE DOCUMENT』より。
9. 歩こうね
コーラスアレンジ:宮下文一
  - アルバム『午前中に…』より。
10. 朝陽がサン
作詞:吉田拓郎・福岡英典、編曲:吉田拓郎
シングル「いくつになっても happy birthday」のc/w曲。アルバム『こんにちわ』より。
11. 夏休み
  - アルバム『元気です。』より。
12. 慕情
編曲・コーラスアレンジ:武部聡志
  - 配信限定シングル曲。アルバム『午後の天気』より。
13. マークII '73
編曲:瀬尾一三・村岡建
  - ライブアルバム『よしだたくろう LIVE '73』より。

### Disc-3 ｢Tからの贈り物｣
1. 淋しき街
  - 原曲は、アルバム『Long time no see』に収録。
2. ロンサム・トラベリン・マン
  - 原曲は、ライブアルバム『TRAVELLIN' MAN LIVE AT NHK STUDIO 101』に収録。
3. 黒い瞳
作詞:康珍化
  - 原曲は、南沙織のアルバム『Art of Loving』に収録。
4. 憂鬱な夜の殺し方
作詞:森雪之丞
  - 原曲は、シングル「俺を許してくれ」のc/w曲とアルバム『176.5』に収録。
5. 生きていなけりゃ
  - 原曲は、アルバム『Long time no see』に収録。
6. いつでも
  - 原曲は、アルバム『感度良好 波高し』に収録。
7. マンボウ
  - 原曲は、アルバム『感度良好 波高し』に収録。
8. 永遠の嘘をついてくれ
作詞・作曲:中島みゆき
  - 原曲は、アルバム『Long time no see』に収録。
9. 女たちときたら
  - 未発表曲。
10. 心のままに
  - 原曲は、アルバム『感度良好 波高し』に収録。
11. オー ボーイ
作詞:石原信一
  - 原曲は、アルバム『Long time no see』に収録。
12. 紅葉
作詞:島倉千代子・石原信一
  - 原曲は、島倉千代子のアルバム『ラブソング』に収録。
13. 夢見る時を過ぎ
作詞:石原信一
  - 原曲は、アルバム『Long time no see』に収録。
14. いつもチンチンに冷えたコーラがそこにあった
  - 原曲は、アルバム『吉田町の唄』に収録。
15. 夕陽と少年
作詞:石原信一、補作詞:吉田拓郎
  - 原曲は、アルバム『Long time no see』に収録。